# Bathypsammia
Bathypsammia is een geslacht van koralen uit de familie van de Dendrophylliidae.

## Soorten
- Bathypsammia fallosocialis Squires, 1959
- Bathypsammia tintinnabulum (Pourtalès, 1868)